# 物理學重要著作列表
这些是物理上的重要著作列表，按领域排列。
這些著作被认为是重要的原因如下：
1. 课题开创者：创立了新方向的出版物。
2. 突破：使得科学知识发生重大改变的出版物。
3. 影响：对世界有着重大影响的出版物。

## 古典力学
- 艾萨克·牛顿，《自然哲学的数学原理》

常略为《数学原理》，是牛顿发表于1687年7月5日的三卷著作。可能是所有曾出版的科学著作中最有影响力的，它不仅包含了构成经典力学根基的牛顿运动定律也包含了他的万有引力定律。他推导出行星的运动的开普勒定律，於牛頓推導之前这些定律為由经验產生的公式。於表述他的物理理论时，牛顿也同步发展出一个称为微积分的数学领域。
在这本书出版之前，数学仅仅用于描述自然。这是第一个数学用于解释自然的例子。这里诞生了一种实践方式，现在已经是如此标准的做法以至于我们把它和科学视为同一个东西，这种方式就是通过假定数学公理并表明他们的结论是可观测的现象来解释自然。换句话说，原理一书的伟大之处不仅在于发展了一些物理和数学的基本理论，而且是第一个也是最彻底的(从这个标题充分显示)联系了科学和数学。该书的影响如此深刻，使得今天我们觉得这个联系如此之明显，令人无法想象科学可能有任何别的途径。

## 相对论
- 爱因斯坦，〈论动体的电动力学〉，《物理年鉴》. 1905年6月30日。[1]

狭义相对论创立于1905年，仅考虑互相作匀速运动的惯性参照系中的观察者。在创立该理论时，爱因斯坦曾写信给Mileva(米勒娃，他的妻子)，内容关于"我们在相对运动上的工作"。该论文引入了狭义相对论，一个关于时间、距离、物质和能量的理论。理论假设光速在真空中对于所有观察者不变。狭义相对论解决了自从迈克耳孙-莫雷实验以来变得很显眼的疑惑，该实验没有表明光波需穿过任何媒质才能傳播(其它已知的波都在媒质中传播-例如水或者空气)。光波实际上不通过任何媒质传播的理论更推論出:光速是恆定不变的，而非相对于观察者的运动而改变的。这在牛顿的古典力学中却是不可能的情況，爱因斯坦則提供了一个新的体系使得这个成为可能。

## 量子力学
- 普朗克，〈关于在正常光谱中的能量的分布定律〉（On the Law of Distribution of Energy in the Normal Spectrum），《物理年鉴》, 1901年第4卷，553页。[2]

普朗克最初在1900年给出了这个定律(发表于1901年)，试图在Rayleigh-Jeans定律 (对长的波长有效)和維因定律 (对短波长有效)之间给出一个插值。他发现上述函数对于所有波长的数据都匹配得非常好。
本文被视为量子理论的开端。
- 狄拉克, <量子力学原理> (The Principles of Quantum Mechanics)，1930年初版。

这本书用现代记号（大部分由狄拉克本人发展出来）总结了量子力学的概念，在书的结尾部分也探讨了他首先开创的电子的相对论性理论（即狄拉克方程式）。此书的写作未参照任何量子力学相关著述。该书在科学史上具有重要地位。

## 热力学
- 本杰明·汤姆生，〈受摩擦激励的热源的一个试验调查〉（An Experimental Enquiry Concerning the Source of the Heat which is Excited by Friction），《自然科學會報》(Philosophical Transaction of the Royal Society) (1798年) p. 102

对于镗加农炮时所产生的热的观察导致汤姆生否定了热素学说并主张热是运动的一种形式。

## 统计力学
- 約西亞·吉布斯，《论异类物质的平衡》，1878年

在1876年和1878年之间，吉布斯写了一些列论文，合称"论异类物质的平衡(On the Equilibrium of Heterogeneous Substances)", 这被视为19世纪物理学最伟大的成就之一并且是物理化学的学科的基础。在这些论文中，吉布斯把热动力学应用到物理化学现象的解释上并证明了以前认为是孤立不可解释的现象的解释和关联。吉布斯的在异类平衡上的论文包括：《一些化学势的概念》、《一些自由能的概念》、《一些吉布斯系综的典型(统计力学领域的基础》、《一个相规则》。
- 爱因斯坦，《论悬浮于静态液体的小粒子的运动--热的分子运动理论所需》（Über die von der molekularkinetischen Theorie der Wärme geforderte Bewegung von in ruhenden Flüssigkeiten suspendierten Teilchen.），物理学年鉴17, 549, 1905年.[3]

在各篇论著中爱因斯坦包括了他对布朗运动的研究，并提出了原子存在的经验证据。
- 里奧·卡達諾夫（英语：Leo Kadanoff），《接近T_c的伊辛模型的缩放定律》，Physica 2, p. 263 (1966).

引入了重正化群的实空间观点，并用这个概念解释伊辛模型的几个缩放指数之间的关系。
- 肯尼斯·威爾森，《重正化群:临界现象和近藤问题》，Rev. Mod. Phys. 47, 4, p. 773-840 (1974年)

重正化群在近藤问题解决上的应用。作者因本文获得1982年的诺贝尔奖。

## 电磁学
- 《論法拉第力線》，馬克士威, 詹姆斯, , University Press, 1856 Editors list列表中的|first1=缺少|last1= (帮助)

馬克士威將法拉第的場線類比為流體力學中的流線，再借用流體力學的一些數學框架，推導出一系列初成形的電磁學雛論。
法拉第發現隨時間而變的磁場可以產生電場，1864年，馬克士威推論隨時間而變的電場也可以產生磁場，經實驗發現他的     方程式在真空中有電磁波解，並算出此電磁波的傳播速度。電場與磁場可以相互產生。電磁波便是由此而來。
- 《論物理力線》，馬克士威, 詹姆斯,  10, Philosophical Magazine: pp. 11–23, 1861, doi:10.1080/14786431003659180

馬克士威闡述了可以比擬各種電磁現象的「分子渦流理論」，和電位移的概念，又論定光波為電磁波。馬克士威又將各種描述電磁現象的定律整合為馬克士威方程組。
- 《電磁場的動力學理論》，馬克士威, 詹姆斯, , Philosophical Transactions of the Royal Society of London, 1865, 155: 459–512。
- 馬克士威首次系統性地陳列出馬克士威方程組。馬克士威應用先前論文《論物理力線》裏提出的位移電流的概念，來推導出電磁波方程式。這導引將電學、磁學和光學聯結成一個統一理論。

- 馬克士威用精確的數學語言歸納當時已知的電磁現象。這些現象可簡略陳述如下:

1.電荷會產生電場(庫侖定律)
2.磁場的變化會產生電場(法拉第電磁感應定率)
3.單獨的磁極並不存在
4.電流會產生磁場(安培定率)電場的變化也會產生磁場
- 1888年，德國物理學家赫茲在實驗室製造出了電磁波，它的特性與馬克士威所預測的一致，因而證實了馬克士威的電磁理論。
- 1901年馬可尼(Guglielmo Marconi，1874~1937，義大利人)首先成功傳送無線電報橫越大西洋，而開始了電磁波的實際應用。

## 流体力学
- 奥斯本·雷诺，《一个决定水的运动是直接还是复杂的以及关于平行通道的阻尼定律的实验调查》(An experimental investigation of the circumstances which determine whether the motion of water shall be direct or sinuous, and of the law of resistance in parallel channels)，哲学学报(Philosophical Transactions), 174卷, (1883年).

引入了无量纲雷诺数，研究了从层流到湍流的临界雷诺数。
- 安德雷·柯爾莫哥洛夫，《极大雷诺数的不可压缩粘滞流体中的湍流的局部结构》，Dokl. Akad. Nauk. SSSR 30, p. 4 (1941). Reprinted in Proc. Roy. Soc. A 434, p. 9 (1991).

引入了唯一一个经得起时间考验的湍流的定量理论。
- 莫寧、亞格羅姆（A.S. Monin, A.M. Yaglom），《统计流体力学》，麻省理工出版社(1971年). 第一版为俄语，由Nauka出版(1965年).

湍流最重要的评论课文。

## 非线性动力学和混沌
- 爱德华·勞侖次，《确定非周期性流》，大气科学期刊(Journal of Atmospheric Sciences), vol. 20, p. 130-148 (1963年).

确定非线性常微分方程的有线系统被引入，以表示受力耗散液体动力学流，来模拟实际大气层中的简单现象。所有找到的解是不稳定的，多数非周期性，因而导致对长期气象预测的可行性的重新评估。在这篇论文中，勞侖次吸子第一次出现，并给出了现在称为蝴蝶效应的现象的提示。

## 量子场论
- 理查·费曼(Richard P. Feynman)，《量子电动力学的时空方法》，物理评论(Physical Review), vol. 76, 6, p. 769 (1949年).

引入量子电动力学的费曼图方法。

## 宇宙学
- E.W. Kolb, M.S. Turner，《早期宇宙》，Addison-Wesley, 1990年。

宇宙学最重要参考教科书，讨论观测和理论问题。

## 凝聚态物理
- 約翰·巴丁、利昂·庫珀與約翰·施里弗，《超导理论》，Phys. Rev. 108 (5), 1175 (1957).

一般超导BCS理论，把电子相互作用和网格的声子关联起来。作者获得了诺贝尔奖。

## 等离子物理
- 歐文·朗繆爾，《朗繆爾作品集》(1961年)，Vol.3: 热离子现象:1916-1937年的论文，Vol.4: 放电:1923-1931年的论文

这两卷诺贝尔奖获得者朗繆爾的著作，包括从他用电离气体(也就是等离子体)的实验导致的早期论文。这些书总结了等离子的很多基本性质。朗缪在大约1928年发明了等离子一词。
- 漢尼斯·阿爾文、卡爾-古納·費爾薩馬（英语：Carl-Gunne Fälthammar），《宇宙电动力学》，第2版 (1963年)

漢尼斯·阿爾文因为磁流体动力学(MHD，把等离子建模为液体的科学)的发展而荣获诺贝尔奖。该书铺设了基础工作，但是也显示出MHD可能对于像空间等离子这样的低密度等离子是不够的。几乎20年后，阿爾文的书宇宙等离子 (1981年)基于他20年的工作，并解释了空间等粒子为何会产生更复杂的现象，例如Birkeland流(电流)和双层，以及为何电路理论和电流的知识应该用于对它们建模。